# 63363 Guengerich
63363 Guengerich è un asteroide della fascia principale. Scoperto nel 2001, presenta un'orbita caratterizzata da un semiasse maggiore pari a 2,268279 UA e da un'eccentricità di 0,134011, inclinata di 6,070807° rispetto all'eclittica.